# NACRA M19 2010
El NACRA M19 del 2010 fue la 5° edición del torneo de rugby juvenil de la confederación norteamericana.
Se disputó en Bahamas.

## Equipos participantes
- Selección juvenil de rugby de Bahamas
- Selección juvenil de rugby de Barbados
- Selección juvenil de rugby de Bermudas
- Selección juvenil de rugby de Islas Caimán
- Selección juvenil de rugby de México
- Selección juvenil de rugby de Trinidad y Tobago

## Posiciones

### Grupo A
| Pos. | Equipo       | Encuentros | Encuentros | Encuentros | Encuentros | Tantos  | Tantos    | Tantos     | Puntos |
| Pos. | Equipo       | jugados    | ganados    | empatados  | perdidos   | a favor | en contra | diferencia | Puntos |
| ---- | ------------ | ---------- | ---------- | ---------- | ---------- | ------- | --------- | ---------- | ------ |
| 1    | Bermudas     | 2          | 2          | 0          | 0          | 34      | 10        | + 24       | 8      |
| 2    | Bahamas      | 2          | 1          | 0          | 1          | 36      | 18        | + 18       | 6      |
| 3    | Islas Caimán | 2          | 0          | 0          | 2          | 6       | 48        | - 42       | 0      |

Nota: Se otorgan 4 puntos al equipo que gane un partido y 2 al que empate
Puntos Bonus: 1 punto por convertir 4 tries o más en un partido y 1 al equipo que pierda por no más de 7 tantos de diferencia
|  | Finalista |

| 14 de agosto | Bahamas | 26 - 6 | Islas Caimán |  |  |

| 16 de agosto | Bahamas | 10 - 12 | Bermudas |  |  |

| 19 de agosto | Bermudas | 22 - 0 | Islas Caimán |  |  |

### Grupo B
| Pos. | Equipo            | Encuentros | Encuentros | Encuentros | Encuentros | Tantos  | Tantos    | Tantos     | Puntos |
| Pos. | Equipo            | jugados    | ganados    | empatados  | perdidos   | a favor | en contra | diferencia | Puntos |
| ---- | ----------------- | ---------- | ---------- | ---------- | ---------- | ------- | --------- | ---------- | ------ |
| 1    | Trinidad y Tobago | 2          | 2          | 0          | 0          | 40      | 12        | + 28       | 9      |
| 2    | México            | 2          | 1          | 0          | 1          | 29      | 36        | - 7        | 4      |
| 3    | Barbados          | 2          | 0          | 0          | 2          | 10      | 31        | - 21       | 1      |

Nota: Se otorgan 4 puntos al equipo que gane un partido y 2 al que empate
Puntos Bonus: 1 punto por convertir 4 tries o más en un partido y 1 al equipo que pierda por no más de 7 tantos de diferencia
|  | Finalista |

| 14 de agosto | Trinidad y Tobago | 26 - 12 | México |  |  |

| 16 de agosto | Trinidad y Tobago | 14 - 0 | Barbados |  |  |

| 19 de agosto | México | 17 - 10 | Barbados |  |  |

### Definición 5° puesto
| 21 de agosto | Islas Caimán | 15 - 5 | Barbados |  |  |

### Definición 3° puesto
| 21 de agosto | Bahamas | 17 - 22 | México |  |  |

### Final
| 21 de agosto | Bermudas | 18 - 15 | Trinidad y Tobago |  |  |

| Bandera de Bermudas |
| Campeón Bermudas    |
| Primer título       |